# Luis José Rueda Aparicio
Luis José Rueda Aparicio, né le 3 mars 1962, est un prélat colombien, archevêque métropolitain de Bogota.
Il est évêque de Montelíbano de 2012 à 2018, puis archevêque de Popayán de 2018 à 2020. Il est archevêque de Bogota depuis 2020. Il est créé cardinal par le pape François le 30 septembre 2023.

## Biographie
Luis José Rueda Aparicio naît à San Gil, dans le département de Santander en Colombie, le 3 mars 1962. Il est le dixième enfant d'une fratrie de onze frères et sœurs. Avant de décider de devenir prêtre, il travaille dans le secteur du bâtiment aux côtés de son père, et il dirige un laboratoire dans une cimenterie.
Il étudie la philosophie au grand séminaire de Socorro y San Gil puis la théologie au grand séminaire de Bucaramanga. Il est ordonné prêtre du diocèse de Socorro y San Gil le 23 novembre 1989. Il obtient une licence en théologie morale à l'Académie alphonsienne de Rome. Il est nommé successivement dans diverses paroisses en Albania, Curití, Pinchote, Mogotes et Barichara. Il occupe divers postes dans l'administration diocésaine, enseigne au séminaire de 1994 à 1999 puis devient vicaire pastoral du diocèse.

### Évêque
Le pape Benoît XVI le nomme le 2 février 2012 évêque de Montelíbano . Il reçoit la consécration épiscopale le 14 avril dans la cathédrale de La Santa Cruz à San Gil des mains d'Aldo Cavalli, nonce apostolique en Colombie, et il est installé le 28 avril suivant. En juillet 2017, il est président de la Commission épiscopale pour la pastorale sociale et caritative.
Le pape François le nomme archevêque de Popayán le 19 mai 2018. Il y est installé le 7 juillet suivant. Il reçoit le pallium, symbole de sa fonction d'archevêque métropolitain, des mains du pape François, dans la basilique Saint-Pierre le 29 juin 2018. Dans son archidiocèse, il proclame l'année 2020 comme « Année de la Fraternité » pour promouvoir la solidarité sociale et la conversion écologique.
Le pape François le nomme ensuite archevêque de Bogotá le 25 avril 2020. Il y est installé le 11 juin suivant.
Il est un fervent partisan de l'accord de paix de 2016 entre le gouvernement colombien et les Forces armées révolutionnaires de Colombie ; il proteste fermement contre l'assassinat de dirigeants sociaux,.
Le 9 juillet 2023, le pape François annonce son intention de le créer cardinal lors du consistoire prévu le 30 septembre suivant. Il le devient lors du consistoire extraordinaire du 30 septembre 2023 et reçoit à cette occasion le titre de cardinal-prêtre de San Luca a Via Prenestina. Il y est installé le 22 octobre 2024.